# مارنيكس كولدر
مارنيكس كولدر (بالهولندية: Marnix Kolder)‏ (31 يناير 1981 في هولندا - ) هو لاعب كرة قدم هولندي في مركز الهجوم. لعب مع غو أهد إيغلز وفي في في فينلو ونادي إيمن ونادي غرونينغن ونادي فيندام.